# Francisco Bass
Francisco Basbus (Santiago del Estero, 27 de enero de 1981), más conocido como Francisco Bass, es un actor argentino.

## Biografía
Proviene de una familia de artistas, su madre es una cantante y su padre, si bien es arquitecto, trabajó con bandas de rock nacional; por eso decidió apoyarlo a la edad de 18 años en Francia (en 1999), cuando Francisco estaba estudiando Comunicación Social y decidió que era su sueño hacerse artista. Su padre le aconsejó a viajar a Buenos Aires, donde Bass estudió con Carlos Gandolfo, un renombrado director y profesor de teatro, que murió en 2005.

## Trabajos
En 2000, con solo 19 años de edad fue a su primera audición para integrar el elenco de Verano del '98.
En 2001 participó en Tiempo final.
En 2002, Bass hizo el cortometraje El primer beso.
En 2003, la productora Cris Morena lo convoca para formar parte de la segunda temporada de Rebelde Way, que fue el mayor éxito en toda América Latina. En esta serie, suyo personaje es Francisco Blanco "el santiagueño".
En 2004 viajó a Israel con el resto del elenco para la gira de Erreway la banda que salió de la novela y los coros de Rebelde Way. Fran, juntamente con el resto del elenco de bailarines participaron en todas las entrevistas que hicieron en ese lejano país.
En 2004 participó del programa humorístico Panadería Los Felipe, donde su personaje se llamaba "Mangueira". Ese mismo año viajó con Jorge Maggio a Lima (Perú) para formar parte del llamamiento social Televida (organización responsable para recaudar fondos para tratar niños con cáncer). A su regreso filmó su primera película, Géminis, de Albertina Carri, donde encarnó a Javier.
En 2005 trabajó en la novela El Patrón de la Vereda.
En 2006, hizo el papel de David en los capítulos finales de la telenovela Sos mi vida.
En 2006 formó parte del elenco principal de El refugio junto con excompañeros de Rebelde Way, María Fernanda Neil, Jorge Maggio, Belén Scalella, y de allí surgió también la banda Rolabogan.
En 2007 encarnó el protagonista Mariano Pereyra de la novela Romeo y Julieta.
En 2008 formó parte del elenco de Amas de casa desesperadas, la remake de Desperate Housewives, donde encarnó a Bruno.
En 2009 actúa en varios capítulos de la telenovela Enseñame a vivir, protagonizada por Pablo Rago y Violeta Urtizberea. Francisco apareció en ella durante unos capítulos interpretando al exnovio de Clodine Julieta Zylberberg y mejor amigo de Nacho Jorge Maggio.
En 2010 estuvo en el elenco de la miniserie italiana Le due facce dell'amore, como Giovanni.
En 2011 formó parte del elenco de Sueña conmigo encarnando a Juan Carlos, el profesor de matemáticas.

## Cine
| Año  | Título    | Personaje    | Director               |
| ---- | --------- | ------------ | ---------------------- |
| 2005 | Géminis   | Javier       | Albertina Carri        |
| 2018 | Utopía    | Álvaro Sayán | Gino Tassara           |
| 2019 | A oscuras | Lucio        | Victoria Chaya Miranda |

## Televisión
| Año       | Título                    | Personaje                | Canal                       |
| --------- | ------------------------- | ------------------------ | --------------------------- |
| 2000      | Verano del '98            | Tacio Valdez             | Telefe                      |
| 2001-2002 | Tiempo final              | -                        | Telefe                      |
| 2003      | Rebelde Way               | Francisco Blanco         | Canal 9 / América TV        |
| 2004      | Panadería los Felipe      | Maguera                  | Telefe                      |
| 2005      | El Patrón de la Vereda    | Ernesto                  | América TV                  |
| 2006      | El refugio                | Francisco Milanesio      | El Trece                    |
| 2006      | Sos mi vida               | Juanjo                   | El Trece                    |
| 2007      | Romeo y Julieta           | Mariano Pereyra          | Canal 9                     |
| 2008      | Amas de casa desesperadas | Bruno                    | El Trece                    |
| 2009      | Enseñame a vivir          | Toto                     | El Trece                    |
| 2009      | Botineras                 | Lalo                     | Telefe                      |
| 2010      | Le due facce dell'amore   | Giovanni Marconi         | Canale 5                    |
| 2010-2011 | Sueña conmigo             | Juan Carlos              | Telefe / Nickelodeon        |
| 2012      | 30 días juntos            | Diego                    | Cosmopolitan TV             |
| 2013      | Historias de divan        | Juan                     | Telefe / Canal 10           |
| 2014-2015 | La rosa de Guadalupe      | Diego / Nicolás          | Las Estrellas               |
| 2016-2017 | El regreso de Lucas       | Ringo / Lucas Díaz Ayala | Telefe / América Televisión |
| 2018-2019 | Por amar sin ley 2        | Herrera                  | Televisa                    |
| 2020      | Adentro                   | Gonza                    | YouTube                     |
| 2022      | Cielo grande              | Ron Navarro              | Netflix                     |